# Église Notre-Dame-de-l'Assomption de Mont-Saxonnex
L'église Notre-Dame-de-l'Assomption de Mont-Saxonnex est une église catholique française, située dans le département de la Haute-Savoie, dans la commune de Mont-Saxonnex.

## Historique
L'église Notre-Dame-de-l'Assomption de Mont-Saxonnex est édifiée de 1829 à 1834 à l'emplacement d'une église plus ancienne. Celle-ci se situe sur un piton rocheux, entre Bonneville et Cluses, surplombant l'Arve.

## Description
L'édifice est de style néoclassique sarde en forme de croix grecque.